# Neundorf (Weitramsdorf)
Neundorf ist ein Gemeindeteil der oberfränkischen Gemeinde Weitramsdorf im Landkreis Coburg.

## Geographie
Neundorf liegt etwa zehn Kilometer südwestlich von Coburg in einem Tal, durch das der Tambach fließt. Das Ortsbild beherrscht die Pfarrkirche auf einer Anhöhe. Die Bundesstraße 303 von Schonungen nach Coburg führt an Neundorf vorbei. Der im Südosten, links des Tambaches unmittelbar angrenzende ehemalige Ortsteil Neundorf am Holz gehört heute zu Neundorf.

## Geschichte
Am 27. Juni 1226 wurde Neundorf erstmals urkundlich erwähnt, als der Würzburger Bischof Hermann von Lobdeburg einen Streit zwischen Ulrich von Calwenberg (Callenberg) und dem Abt des Klosters Langheim schlichtete. Ulrich von Calwenberg und seine Brüder mussten dabei auf den Hof zu „Burckersdorf“, das spätere Tambach, und die Güter in den zugehörigen Dörfern Altenhof („Vetus curia“), Weitramsdorf („Weitersdorf“), Gersbach („Gersbech“), Neundorf („Neuendorf“) und Witzmannsberg verzichten.
Verwaltet wurde Neundorf vom Klosterhof Tambach, der bedeutendsten Filiale des Klosters Langheim, das Grund- und Lehenherr des Mönchsdorfes war. Das Kloster besaß 1356 in dem Ort eine Mühle und 27 Lehen sowie alle Zehnt. Anfang des 17. Jahrhunderts gehörte Neundorf zur Diözese Würzburg und war Filialkirche von Seßlach, ehe es 1613 eine eigene Pfarrei wurde.
Im Verlauf des Dreißigjährigen Krieges wurde Neundorf 1630 und 1637 durch schwedische Truppen zerstört. Die Pfarrei wurde 1665 aufgegeben und 1797 neu gegründet, wobei das Kloster Langheim das Patronatsrecht erhielt. Franken wurde 1803 Jahr ein Teil Bayerns und im Zuge der Säkularisation in Bayern auch das Kloster Langheim und sein Tambacher Klosterhof aufgelöst.
Ein Schulhaus im Kirchhof gab es seit 1710. 1860 wurde es durch einen Neubau ersetzt, der 1925 erweitert wurde. Ein modernes Schulgebäude wurde 1963 eingeweiht und 1965 für die Kinder der Nachbarorte erweitert. Eine Gemeindebrauerei wurde 1870 gegründet und existierte bis 1958. Das Brauereigebäude wurde später abgerissen.
Am 1. Oktober 1913 wurde die Bahnstrecke Breitengüßbach–Dietersdorf eröffnet. Mit dem etwa einen Kilometer entfernten Dietersdorfer Bahnhof erhielt auch Neundorf einen Anschluss an das Eisenbahnnetz. Der Personenverkehr wurde am 28. September 1975 eingestellt, am 27. September 1981 erfolgte die Gesamtstilllegung. 1927 beschloss der Gemeinderat den Anschluss an das Elektrizitätsnetz der Überlandwerke Oberfranken.
1845 zählte das Pfarrdorf 39 Häuser und 195 Einwohner. 1925 hatte Neundorf 186 Einwohner und 44 Wohnhäuser. In der Gemeinde, die auch den Weiler Neundorf am Holz und die Einöde Rothhof umfasste, lebten 236 Personen, von denen 203 der römisch-katholischen Kirche angehörten.
Am 23. Januar 1972 entschieden sich in einer Volksbefragung 203 Wahlberechtigte für und 14 gegen die Eingliederung nach Weitramsdorf. Am 1. Juli 1972 wurde der Landkreis Staffelstein aufgelöst. Seitdem liegt Neundorf im Landkreis Coburg. Im Zuge der bayerischen Gebietsreform verlor der Ort seine Selbstständigkeit als Gemeinde und wurde ein Ortsteil der Gemeinde Weitramsdorf.
Im Jahr 1987 hatte das Pfarrdorf Neundorf 346 Einwohner und 114 Wohnungen in 87 Gebäuden mit Wohnraum. Die ehemalige Einöde Rothhof war eine Wüstung.

### Einwohnerentwicklung

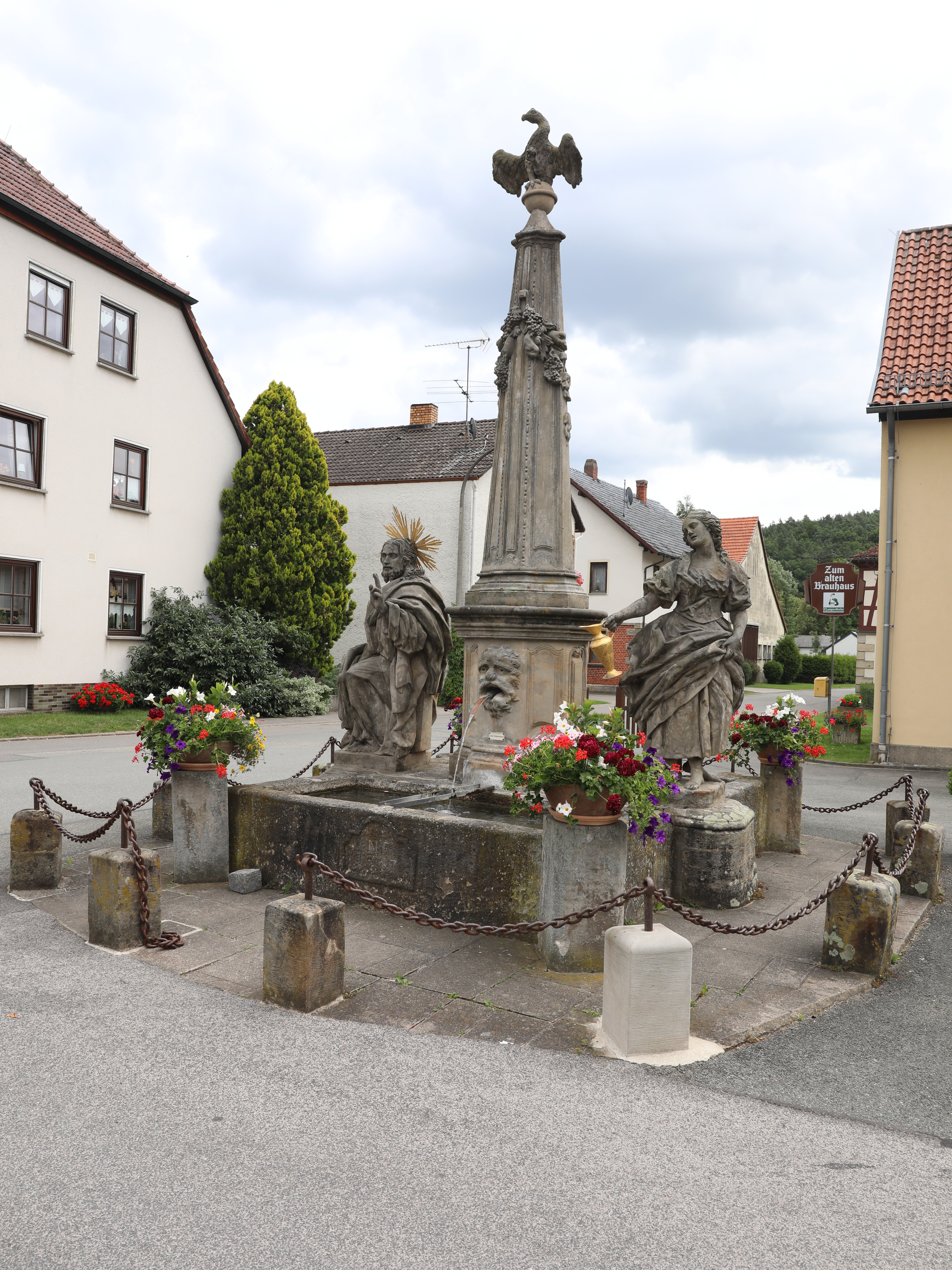
Jakobsbrunnen

| Jahr      | 1845 | 1875 | 1900 | 1925 | 1950 | 1970 | 1987 | 2004 |
| --------- | ---- | ---- | ---- | ---- | ---- | ---- | ---- | ---- |
| Einwohner | 195  | 188  | 193  | 186  | 335  | 346  | 346  | 346  |

## Sehenswürdigkeiten
Die römisch-katholische Pfarrkirche Mariä Geburt ist eine Chorturmkirche mit einem spätmittelalterlichen Kern und geht auf eine Wehrkirchenanlage aus dem 13./14. Jahrhundert zurück. Nach mehreren Um- und Erweiterungsbauten wurde der Innenraum 1783 barockisiert. Die Sandsteinkanzel stammt aus dem Jahr 1590. An der Südwand befindet sich eine Figurengruppe, die Mariä Himmelfahrt zeigt. Es ist ein Werk des Bamberger Bildhauers Michael Trautmann und entstand 1785. Die Gruppe befand sich bis 1806 in der Tambacher Schlosskirche.

### Jakobsbrunnen
Der Dorfbrunnen ist ebenfalls ein Werk von Michael Trautmann und stand zuvor im Tambacher Schlosshof. An der Stirnseite des Brunnentroges befindet sich die Jahreszahl 1787. In der Mitte erhebt sich eine achtseitige Pyramide, von einem Adler bekrönt. Daneben stehen zwei Steinfiguren, die Christus und die Samariterin am Jakobsbrunnen darstellen.
In der Bayerischen Denkmalliste sind für Neundorf 16 Baudenkmäler aufgeführt.